# Charles Mound
Der 376 Meter hohe Charles Mound ist die höchste natürliche Erhebung des US-Bundesstaates Illinois. Er befindet sich im Jo Daviess County, nur etwa 400 Meter von der Bundesstaatengrenze zu Wisconsin entfernt. Der Hügel ist zur Gänze bewaldet, auf seinem Gipfel steht eine Markierungstafel, welche Auskunft über ihn gibt.